# Maison de La Croix de Castries
Pour les articles homonymes, voir de La Croix et Castries.
La famille de La Croix de Castries, anciennement Le Cros puis Lacroux puis Lacroix, est une famille subsistante de la noblesse française, originaire de Montpellier, dans le Languedoc, anoblie en 1487. Issue d'une lignée de marchands de poissons devenus changeurs, puis banquiers, cette famille tira parti de sa nouvelle fortune en achetant une charge anoblissante en 1487 puis la seigneurie de Castries en 1495, avant de s’agréger à la haute noblesse à la fin de l'Ancien Régime.
Cette famille compte parmi ses membres un maréchal de France qui fut également secrétaire d'État à la Marine sous le règne du roi Louis XVI, des lieutenants généraux et maréchaux de camp, chevaliers des ordres du roi, et gentilshommes de la chambre du roi. Elle a été admise aux honneurs de la Cour.
À noter la prononciation particulière de ce nom de famille, consacrée par l'usage : Castries se prononce [kastʀ].

## Histoire

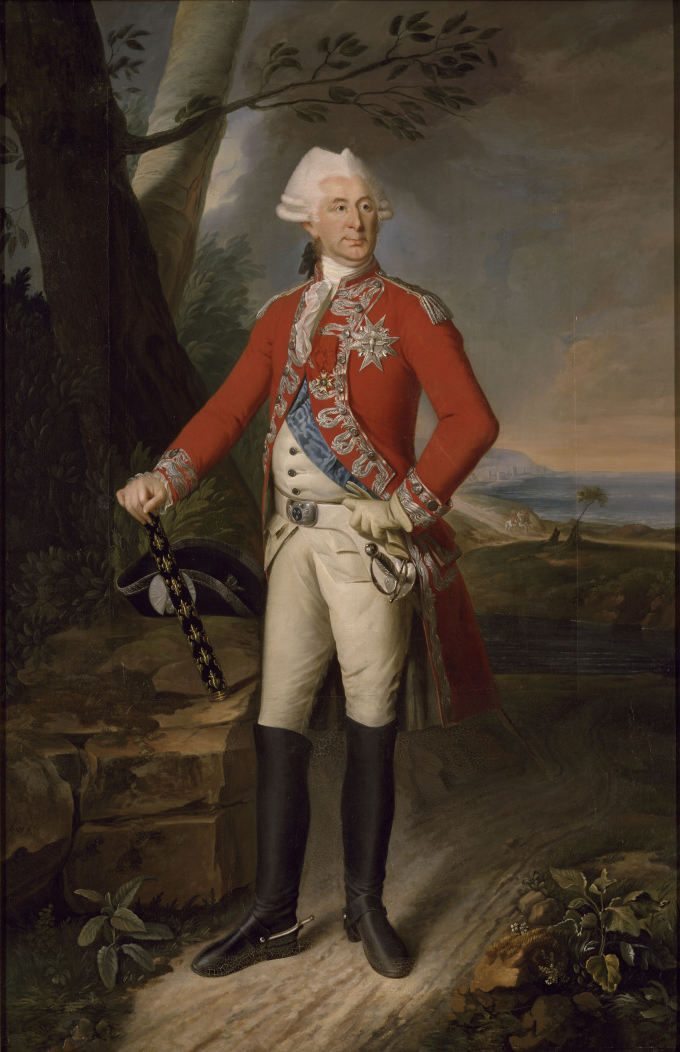
Charles de La Croix de Castries (1727-1801), maréchal de France en 1783.

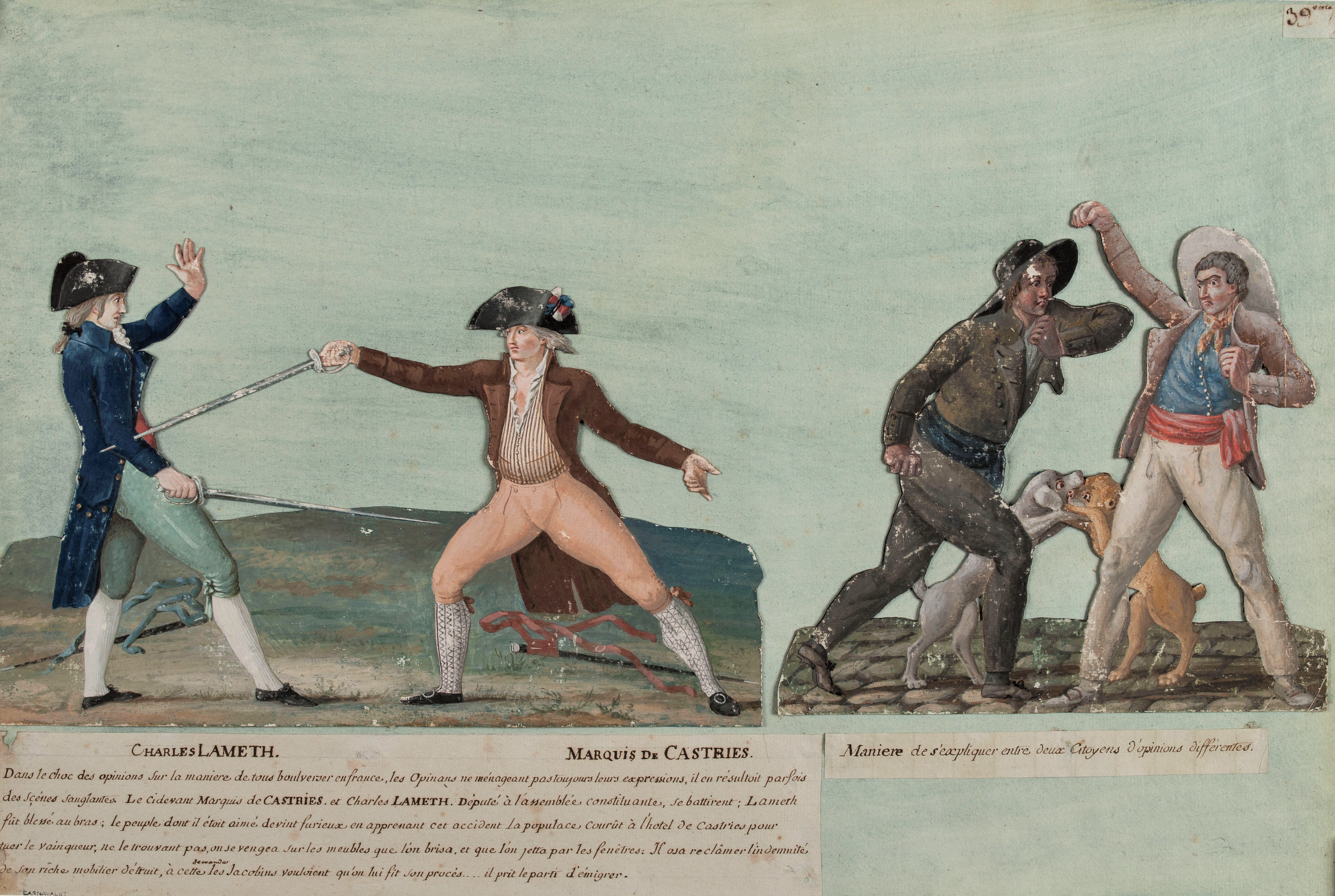
Charles de La Croix de Castries (1756-1842), 1er duc de Castries, (deuxième en partant de la gauche).

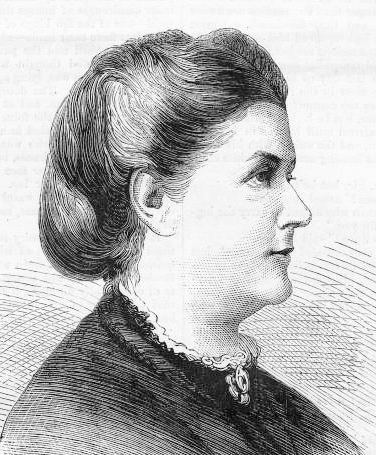
Élisabeth de La Croix de Castries (1834-1900), épouse de Patrice de Mac Mahon, 3e président de la République.

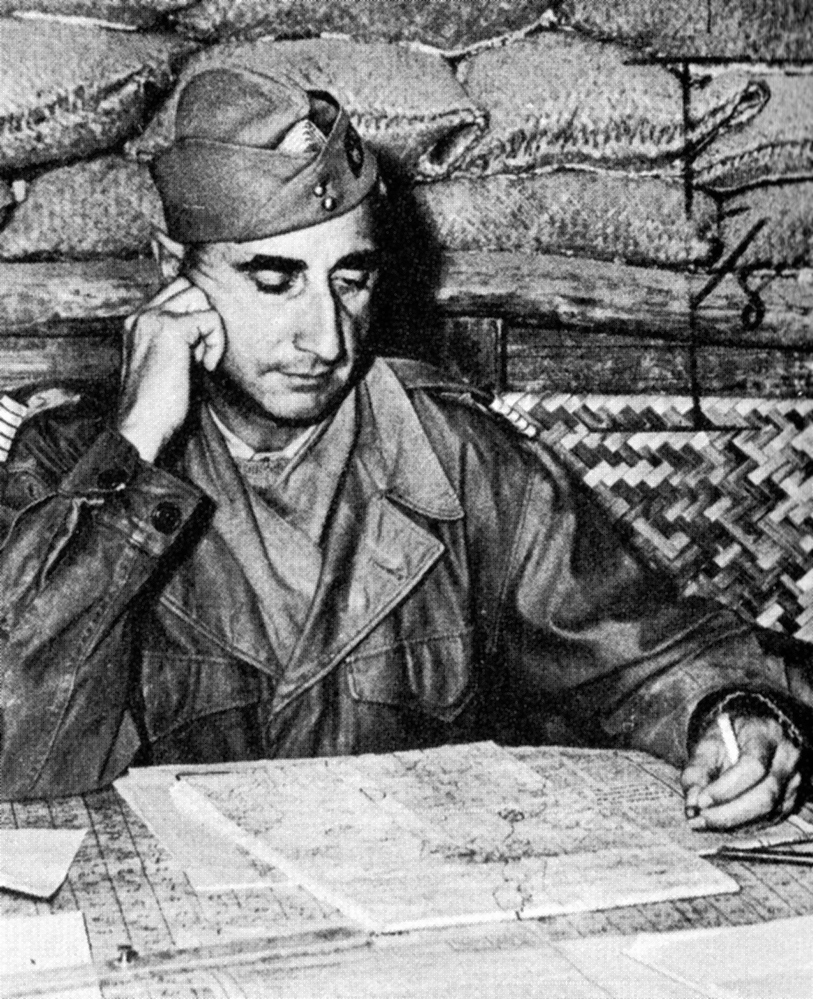
Christian de La Croix de Castries (1902-1991), général de brigade.

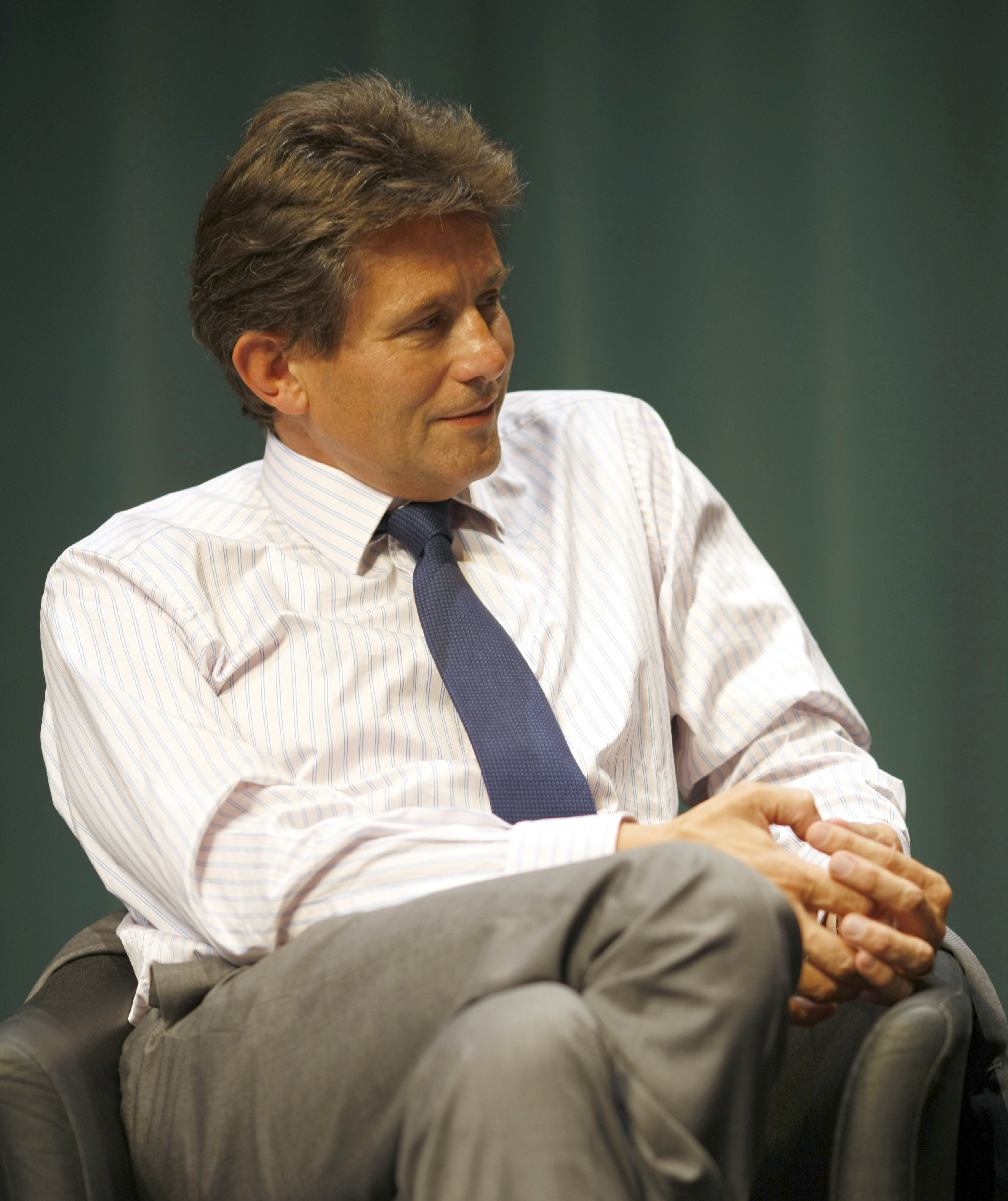
Henri de Castries (1954), ancien patron d'AXA.

La famille La Croix était établie à Montpellier à la fin du XIVe siècle. Grâce à des recherches récentes faites sur les compoix, on sait que « Johan Le Cros, peysonnier, fils de Louis Le Cros », également marchand de poissons, possédait deux petites maisons avec boutique et étal transmises quatre fois entre 1381 et 1480. Son fils Raimond, marié à Thibozette Denis, et son petit-fils Jean Lacroux, marié à Judith Pierrefort, sont toujours marchands, mais aussi devenus changeurs, et demeurent dans la même maison. On leur connait un fils, Guilhem Lacroix, qui est anobli et qui est la souche de toute la famille.
Guillaume Lacroix, qui est toujours marchand et changeur en 1469, mais aussi usurier, fait une grosse fortune et une ascension rapide. Il devient consul de Montpellier entre 1465 et 1474, conseiller à la cour des aides de Montpellier, puis est anobli en 1487 par une charge de président en la même cour. En 1495, il devient gouverneur de la ville de Montpellier. Il achète le 3 avril 1495 la seigneurie de Castries à son cousin Jean II de Pierre de Pierrefort, baron de Pierrefort et de Ganges (1347), baron de Hierles (1482), seigneur de Castries (1437-1495). Il avait épousé Suzanne Cezelli, dont il a eu deux fils, Louis et François, secrétaire du roi.
Vers 1520, l'ancien château fort de Castries est rasé et reconstruit sur les bases du château actuel, dont l'histoire pendant cinq siècles va être étroitement liée à celle du village. Il appartiendra à cette famille jusqu'en 1986.
Des membres de cette famille participèrent à la guerre d'indépendance des États-Unis.

## Généalogie simplifiée
- Jacques de La Croix de Castries (1536-1575), baron de Castries, épouse le 17 septembre 1565 Diane d'Albenas
  - Jean de La Croix de Castries (1571-1592), baron de Castries, épouse le 24 août 1590 Marguerite de La Volhe
    - Jean de La Croix de Castries ( - après 1623)
      - René-Gaspard de La Croix (1611-1674), créé marquis de Castries en 1645[4]
        - Armand Pierre de La Croix de Castries (vers 1659 - 1747), archevêque de Tours (1717-1719), puis d'Albi (1719-1747)
        - Joseph François de La Croix (1663-1728), marquis de Castries, lieutenant général du roi en Languedoc, épouse 1° Marie-Élisabeth de Rochechouart‑Mortemart (1661-1718), nièce de Madame de Montespan ; épouse 2° Marie Françoise de Lévis (1698-1728)
          - Charles Eugène Gabriel de La Croix de Castries (1727-1801), marquis de Castries, maréchal de France (1783), gouverneur, chevalier du Saint-Esprit, lieutenant du roi en Languedoc, secrétaire d'État à la Marine (1780-1787)
            - Armand Charles Augustin de La Croix (1756-1842), 1er duc de Castries par brevet (non héréditaire) en 1784, lieutenant général des armées du roi (13 août 1814), duc et pair de France (1817)
              - Edmond Hercule de La Croix, 2e duc de Castries (1787-1866), maréchal de camp
              - Armand de La Croix de Castries (1807-1862), gentilhomme ordinaire de la chambre du roi
                - Élisabeth de La Croix de Castries (1834-1900, dernière de la branche aînée), épouse du troisième président de la République française, Patrice de Mac Mahon, duc de Magenta (1808-1893)
                - Edmond de La Croix, 3e et dernier duc de Castries (1838-1886), lieutenant d'infanterie
                  - Armand de La Croix de Castries (mort à l'âge de 2 mois en 1866)

                - Jeanne de Beaumont-Castries (1843-1891), sculptrice

            - Louis Augustin de La Croix de Castries (1728-1737), reçu de minorité dans l'ordre de Saint-Jean de Jérusalem le 3 juin 1731[5] ou le 8 juin 1731[6], mort le 3 septembre 1737 à l'âge de 8 ans et ne peut donc présenter ses vœux de frère hospitalier.

  - Gaspard-François de La Croix de Castries (1575- ), baron de Collias et de Mayrargues, épouse Jeanne de Gueydan, dame de Vagnas
    - Jean de La Croix de Castries (1603- ), baron de Collias et de Mayrargues
      - Gaspard de La Croix de Castries
        - Jean de La Croix de Castries ( -1756)
          - Anne Gaspard de La Croix de Castries (1715- ), chevalier de Saint-Louis
            - Jean François de La Croix de Castries (1764-1817), maréchal de camp
              - Eugène de La Croix de Castries (1790-1825), 1er comte de Castries (1821), maréchal de camp, commandeur de la Légion d'honneur
                - Gaspard de La Croix de Castries (1816-1869), 2e comte de Castries, d'où dix-huit enfants, dont :
                  - René de La Croix de Castries (1842-1913), 3e comte de Castries, dont :
                    - Eugène de La Croix de Castries (1873-1913), dont :
                      - René de La Croix de Castries (1908-1986), 4e comte de Castries, historien, membre de l'Académie française, officier de la Légion d'honneur, président de la société des Cincinnati de France, dont :
                        - Jean-François de La Croix de Castries (1938-2014), 5e comte de Castries, dont :
                          - Nicolas de La Croix de Castries (1980- ), 6e comte de Castries

                    - Georges de La Croix de Castries (1880-1962), chevalier de la Légion d'honneur
                      - François de La Croix de Castries (1919-2011), président de la société des Cincinnati de France (1986-1997), grand officier de la Légion d'honneur
                        - Henri de Castries (1954), président-directeur général du groupe Axa (2010-2016), officier de la Légion d'honneur

                  - Henry de Castries (1850-1927), ami du père Charles de Foucauld et ayant vécu au château du Chillon au Le Louroux-Béconnais en Anjou, épouse Isabelle Juchault de Lamoricière (1853-1929), fille du général Louis Juchault de Lamoricière, ministre de la Guerre
                  - Augustin de La Croix de Castries (1852-1912), contre-amiral, officier de la Légion d'honneur
                  - Jacques de La Croix de Castries (1868-1913), dont :
                    - Christian de La Croix de Castries (1902-1991), général de brigade, il commanda le camp retranché de Ðiện Biên Phủ durant la guerre d'Indochine en 1954.

## Châteaux et demeures
- Château de Castries (Hérault)
- Hôtel de Castries (Paris)
- Château de Gatine (Maine-et-Loire)
- Château de Sainte-Suzanne (Manche)
- Château de la Norville (Essonne)

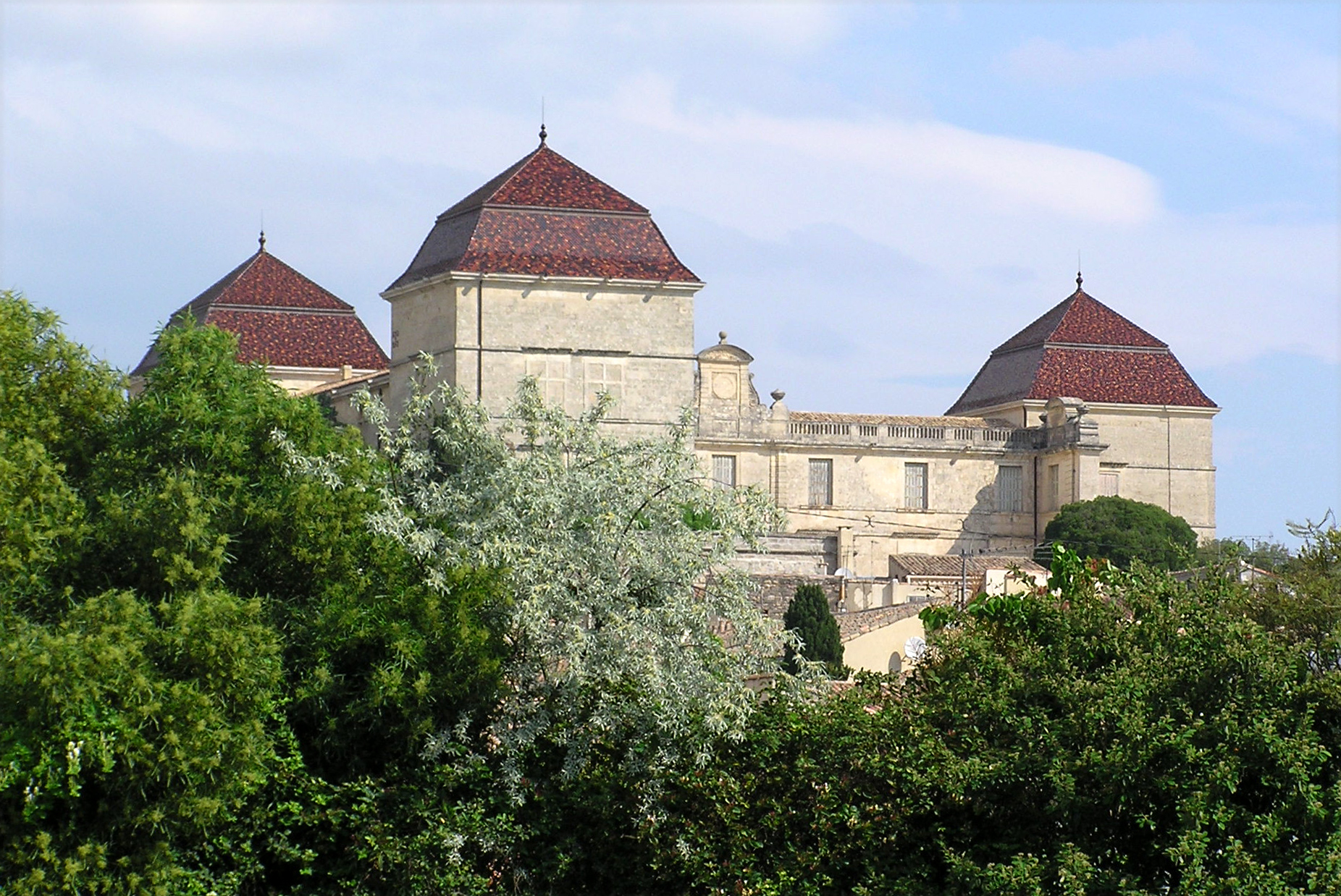
Le château de Castries actuel, dans l'Hérault, acheté en 1495 par Guillaume Lacroix.
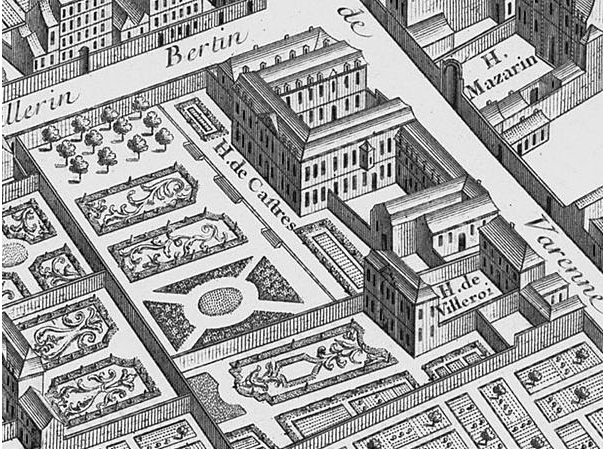
L'hôtel de Castries, Mazarin et Villeroi par Turgot, à Paris, vers 1737.

## Alliances
Les principales alliances de la maison de La Croix de Castries sont :
Denis, Pierrefort, Cezelli, d'Anglards (1494), de Laudun (1499), de Guilhem de Figaret (1535), de Bandinel (1554), de Béranger de Montmaton (1558), d'Albenas (1565), de La Vohle, de L'Hôpital (1609), Brachet (1637), de Bonzi (1644), de Grave (1659), de Brunet (1674), Rochechouart de Mortemart (1693), Lévis-Charlus (1722), de Talaru (1740), de Rosset (1743), Mailly (1767), de Bonnières de Guînes (1778),  Coghlan (1805), Maillé de La Tour-Landry (1816), de Beaurepaire (1828), Choiseul-Praslin (1832), d'Harcourt (1833), de Saint-Georges de Vérac (1838), Mac Mahon (1854), Séguier (1862), Bonnin de La Boninnière de Beaumont (1864), de Bryas (1867), de Hodos et Kyzdia (1868), de Denesvre de Domecy (1875), Hautecloque (1887), Goffe (1894), de L'Esperonnière (1901), de Croÿ (1907), Thomas de Saint-Laurent (1907), Salignac-Fénelon (1909), de Coëtnempren de Kersaint (1921), de Cassagne (1934), Tulle de Villefranche (1946), de Quatrebarbes (1946), de Chevigné (1952), Millin de Grandmaison (1960, 1984), Chandon-Moët (1981), de Rougé, de La Tour d'Auvergne-Lauraguais (2013), Rambuteau (2018), Sietter Giesen (2022)...

## Titre de duc de Castries  (éteint en 1886)
Charles de La Croix, 4e marquis de Castries, fut créé duc de Castries par brevet (non héréditaire) en 1784, lieutenant général des armées du roi en 1814, pair de France héréditaire le 19 août 1815, duc-pair héréditaire le 31 août 1817, avec promesse de réversion sur une autre branche si la branche ducale s'éteignait.
Le titre ducal s'éteignit en 1886 avec son petit-fils, après avoir été porté par :
1. 1784-1842 : Charles de La Croix (1756-1842), 1er duc de Castries
2. 1842-1866 : Edmond de La Croix (1787-1866), 2e duc de Castries, fils du précédent. Il épousa Claire de Maillé de La Tour-Landry, plus connue sous le nom de duchesse de Castries, restée célèbre pour sa liaison avec Balzac[8] et pour son salon parisien considéré comme la « fleur » du faubourg Saint-Germain[9]. Elle servit de modèle au personnage d'Antoinette de Langeais dans La Duchesse de Langeais[10].
3. 1866-1886 : Edmond de La Croix (1838-1886), 3e et dernier duc de Castries, neveu du précédent et petit-fils du 1er duc. Il épousa en 1864 Iphigénie Sina de Hodos et Kyzdia (1846-1914), dont il n'eut qu'un fils mort à 2 mois. Devenue veuve, celle-ci se remarie avec Emmanuel d'Harcourt (1844-1928, 2e fils du marquis d'Harcourt, chef de la maison d'Harcourt).

En 1907, René de La Croix (1842-1913), comte de Castries, ancien diplomate, ayant recherché en vain l'appui du maréchal de Mac Mahon, époux de la fille de l'avant-dernier duc, puis du duc d'Orléans, releva proprio motu le titre ducal et s'intitula 4e duc de Castries. 
Il appartenait à la branche cadette de Meyrargues (titrée comte de Castries par lettres de 1821), devenue aînée depuis 1886. Il était devenu le chef de la maison de Castries en 1886 mais ne descendait d'aucun duc de Castries et son ancêtre commun avec la branche ducale vivait au XVIe siècle (Jacques de La Croix, baron de Castries 1536-1575). Ce titre irrégulier est donc de courtoisie. Les aînés de ses descendants (dont l'historien et académicien) continuèrent à porter ce titre après lui, et ce jusqu'à aujourd'hui.